# Xestia nepalensis
Xestia nepalensis là một loài bướm đêm trong họ Noctuidae.